# This (programmation informatique)
this, self ou encore Me sont des mots-clés dans des langages de programmation orientée objet, qui permettent d'obtenir l'adresse de l'objet courant c'est-à-dire la référence sur l'instance courante.
Le mot-clé this est utilisé entre autres en C++, en Java ou encore en C#. Le mot-clé self est notamment utilisé en Python. Me est utilisé notamment en Visual Basic .NET.